# Posemoscrowte Chagua Payano
Posemoscrowte Irrhoscopt Chagua Payano (Lima, 17 de marzo de 1978) es un militar, reservista, médico y político peruano. Fue congresista de la República durante el periodo parlamentario 2020-2021.

## Biografía
Nació en la ciudad de Lima el 17 de marzo de 1978.
Cursó estudios superiores de medicina humana en la Facultad de Medicina de San Fernando titulándose como médico en el 2012. Hacia fines del año 2019, trabajó como médico en el hospital de apoyo del distrito de Sivia, provincia de Huanta, departamento de Ayacucho.
En 2008 fue condenado a 8 años de prisión por el delito de rebelión, secuestro y otros al haber participado en el Andahuaylazo dirigido por Antauro Humala habiendo cumplido su pena. Asimismo, en el año 2014 le fue reservado el fallo penal condenatorio por el delito de omisión de actos funcionales, disponiendo que cumpla el periodo de prueba de un año.

## Vida política

### Congresista
Para las elecciones parlamentarias del 2020, participó como candidato del partido Unión por el Perú al Congreso de la República en representación de Huancavelica y resultó elegido para el periodo 2020-2021.
Aclaró que su participación en ese partido lo realizó en condición de invitado siendo pública su pertenencia al etnocacerismo.
En abril de 2020, Chagua fue diagnosticado positivo para el COVID-19 convirtiéndose en el octavo congresista de la República diagnosticado con ese mal.
Chagua se mostró a favor de la vacancia del expresidente Martín Vizcarra durante los dos procesos que se dieron para ello, el segundo de los cuales terminó sacando del poder. El congresista apoyó la moción siendo uno de los 105 parlamentarios que votó a favor de la vacancia de Martín Vizcarra.
En diciembre del 2020, durante el debate para la aprobación de la ley N° 31091 que otorgó el registro sanitario condicional a las vacunas de emergencia contra el COVID-19, Chagua votó en contra a pesar de que dicha ley fue finalmente aprobada por el Congreso. Posteriormente, en enero del 2021 anunció que presentará una demanda de inconstitucionalidad contra dicha ley por considerar que "pone en riesgo a la población al otorgar registro sanitario a una vacuna que no ha culminado la fase 3".

### Actividad post congresal
En la huelga de trabajadores agroexportadores en Ica, de diciembre del 2021, promovió el bloqueo de carreteras contra la obligatoriedad de la vacunación.
En el año 2024, se afilió al partido Fe en el Perú.